# العلاقات التشادية الكوستاريكية
العلاقات التشادية الكوستاريكية هي العلاقات الثنائية التي تجمع بين تشاد وكوستاريكا.

## مقارنة بين البلدين
هذه مقارنة عامة ومرجعية للدولتين:
| وجه المقارنة                                              | تشاد                      | كوستاريكا                                 |
| --------------------------------------------------------- | ------------------------- | ----------------------------------------- |
| المساحة (كم2)                                             | 1.28 مليون                | 51.10 ألف                                 |
| عدد السكان (نسمة)                                         | 15.23 مليون               | 4.91 مليون                                |
| الكثافة السكانية (ن./كم²)                                 | 11.9                      | 96.09                                     |
| العاصمة                                                   | انجمينا                   | سان خوسيه                                 |
| اللغة الرسمية                                             | لغة فرنسية، اللغة العربية | اللغة الإسبانية                           |
| العملة                                                    | فرنك وسط أفريقي           | كولون كوستاريكي                           |
| الناتج المحلي الإجمالي (بليون دولار)                      | 9.98 مليار                | 57.06 مليار                               |
| الناتج المحلي الإجمالي (تعادل القوة الشرائية) بليون دولار | 30.54 مليار               | 74.98 مليار                               |
| الناتج المحلي الإجمالي الاسمي للفرد دولار أمريكي          | 775                       | 11.26 ألف                                 |
| الناتج المحلي الإجمالي للفرد دولار أمريكي                 | 2.18 ألف                  | 14.92 ألف                                 |
| مؤشر التنمية البشرية                                      | 0.392                     | 0.766                                     |
| رمز المكالمات الدولي                                      | +235                      | +506                                      |
| رمز الإنترنت                                              | .td                       | .cr، قائمة نطاقات المستوى الأعلى للإنترنت |
| المنطقة الزمنية                                           | ت ع م+01:00               | 00                                        |

## منظمات دولية مشتركة
يشترك البلدان في عضوية مجموعة من المنظمات الدولية، منها:
| علم المنظمة | اسم المنظمة                               | تاريخ انضمام تشاد | تاريخ انضمام كوستاريكا |
| ----------- | ----------------------------------------- | ----------------- | ---------------------- |
|             | الاتحاد البريدي العالمي                   | ?                 | ?                      |
|             | يونسكو                                    | 19 ديسمبر 1960    | 19 مايو 1950           |
|             | البنك الدولي للإنشاء والتعمير             | 10 يوليو 1963     | 8 يناير 1946           |
|             | منظمة التجارة العالمية                    | ?                 | ?                      |
|             | وكالة ضمان الاستثمار متعدد الأطراف        | 11 يونيو 2002     | 8 فبراير 1994          |
|             | الاتحاد الدولي للاتصالات                  | 25 نوفمبر 1960    | 13 سبتمبر 1932         |
|             | منظمة الشرطة الجنائية الدولية             | ?                 | ?                      |
|             | مؤسسة التمويل الدولية                     | 2 أبريل 1998      | 20 يوليو 1956          |
|             | الأمم المتحدة                             | 20 سبتمبر 1960    | 2 نوفمبر 1945          |
|             | مؤسسة التنمية الدولية                     | 7 نوفمبر 1963     | 30 يونيو 1961          |
|             | منظمة حظر الأسلحة الكيميائية              | ?                 | ?                      |
|             | المركز الدولي لتسوية المنازعات الاستشارية | 14 أكتوبر 1966    | 27 مايو 1993           |

## وصلات خارجية
- موقع وزارة الخارجية الكوستاريكية